# Marinohyalella richardi
Marinohyalella richardi is een vlokreeftensoort uit de familie van de Dogielinotidae. De wetenschappelijke naam van de soort is voor het eerst geldig gepubliceerd in 1902 door Chevreux.